# U.S. Route 16
U.S. Route 16 (ou U.S. Highway 16) é uma autoestrada dos Estados Unidos.
Faz a ligação do Oeste para o Este. A U.S. Route 16 foi construída em 1926 e tem 540 milhas (869 km).
Um jogo de NES chamado Route-16 foi inspirado nessa autoestrada.

## Principais ligações
Autoestrada 25 em Buffalo

 US 85 em Newcastle